# Friedrich Schulz (Politiker, 1897)

Friedrich Schulz

Friedrich „Fritz“ Schulz (* 24. November 1897 in Bibersfeld; † 12. Februar 1965 Stuttgart) war ein deutscher Politiker (NSDAP).

## Leben
Nach dem Besuch der Volksschule in Hall war Schulz von 1914 bis 1933 als Mechaniker und Monteur in Großbetrieben tätig. Ergänzend zu seiner praktischen Ausbildung wurde er auch an einer Fachschule ausgebildet. 1929 legte er die Elektromeisterprüfung ab.
In den 1920er Jahren begann Schulz sich politisch in der NSDAP zu betätigen. Seit 1931 bekleidete er das Amt eines Stadtrates in Stuttgart. In der NSDAP übernahm er zu dieser Zeit die Aufgaben eines Gaubetriebszellen-Obmanns in Württemberg.
Nach der nationalsozialistischen „Machtergreifung“ im Frühjahr 1933 amtierte Schulz als Vorsitzender des Reichsvorstandes der Ortskrankenkassen im Landesverband Württemberg-Hohenzollern. Mit der Gründung der Deutschen Arbeitsfront fungierte er dort zudem als Gauobmann in Württemberg Hohenzollern. Von November 1933 bis zum Ende der NS-Herrschaft im Frühjahr 1945 gehörte Schulz außerdem dem nationalsozialistischen Reichstag als Abgeordneter für den Wahlkreis 31 (Württemberg) an.